# Shin Sang-ok
Shin Sang-ok (Chongjin, Coreia do Norte, 18 de outubro de 1926 — Seoul, Coreia do Sul, 11 de abril de 2006) foi um cineasta sul-coreano. Ficou conhecido por ter sido sequestrado pelo líder norte-coreano Kim Jong-il, para produzir filmes enaltecendo a ditadura norte-coreana. Seu filme mais famoso desse período é Pulgasari, uma versão de Godzilla produzida em 1985.

## Biografia
Filho de um proeminente médico praticante da medicina chinesa, Shin Sang-ok nasceu em Chungjin, na parte noroeste da Península da Coreia, na época ocupada pelo Japão e hoje parte da Coreia do Norte. Shin estudou na Escola de Artes de Tóquio, retornando à Coreia três anos depois.
Começou sua carreira cinematográfica como assistente de produção de design em Viva Freedom!, o primeiro filme coreano feito após o país conquistar sua independência do Japão. Durante a "era dourada" do cinema sul-coreano entre as décadas de 1950 e 1960, Shin trabalhou de forma prolífica, frequentemente dirigindo dois ou mais filmes por ano, e conquistando o apelido de "Príncipe do Cinema Coreano". A empresa de produção fundada por ele, a Shin Films, realizou mais de 300 filmes durante a década de 1960.
Shin diminuiu sua produtividade na década de 1970, momento em que o cinema e a indústria cultural sul-coreana em geral enfrentou intensas censuras e constantes interferências governamentais. A maioria dos filmes que ele dirigiu neste período acabaram sendo um fracasso de bilheteria. Depois de Shin fugir do governo repressivo em 1978, o General Park Chung-hee determinou que seu estúdio fosse fechado.
Ainda em 1978, a atriz Choi Eun-hee, recém-divorciada de Shin, foi sequestrada em Hong Kong e levada para a Coreia do Norte. Quando o cineasta viajou para Hong Kong para investigar o desaparecimento da ex-mulher, acabou também sendo sequestrado.
Shin foi acomodado em aposentos confortáveis mas, após uma tentativa de fuga, acabou colocado na prisão. Apenas em 1983 é que foi conduzido à Pyongyang para descobrir o motivo de ter sido levado à força para o país. Eun-hee também foi levada ao mesmo jantar, e só então ficou sabendo que Shin estava na Coreia do Norte. Foi-lhes revelado então que os sequestros foram ordenados por Kim Jong-il, que pretendia estabelecer uma indústria cinematográfica em seu país para moldar a opinião internacional a respeito do Partido dos Trabalhadores da Coreia.
Por sugestão do futuro ditador, Shin e Eun-hee casaram-se pouco depois, e de 1983 a 1986 o cineasta dirigiu sete filmes, todos tendo Kim Jong-il como produtor-executivo. O mais conhecido é Pulgasari, sobre um monstro gigante similar ao Godzilla. Em 1986, oito anos após terem sido sequestrados, Shin e sua esposa fugiram enquanto estavam em um encontro de negócios em Viena, buscando eventualmente asilo político nos Estados Unidos.
Nos EUA, Shin trabalhou sob o pseudônimo Simon Sheen, dirigindo o filme 3 Ninjas Knuckle Up e atuando como produtor executivo de 3 Ninjas Kick Back e 3 Ninjas: High Noon at Mega Mountain. A princípio relutou em voltar a seu país natal, temendo que a polícia de segurança do governo não acreditasse na história de seu sequestro. Acabou retornando definitivamente para a Coreia do Sul em 1994, continuando a trabalhar no cinema.
Passou por um transplante de fígado em 2003, morrendo de complicações resultantes de uma hepatite dois anos depois.